# Puanama caraca
Puanama caraca là một loài bọ cánh cứng trong họ Cerambycidae.